# Uttar Krishnapur Part-I
Uttar Krishnapur Part-I è una suddivisione dell'India, classificata come census town, di 5.129 abitanti, situata nel distretto di Cachar, nello stato federato dell'Assam. In base al numero di abitanti la città rientra nella classe V (da 5.000 a 9.999 persone).

## Società

### Evoluzione demografica
Al censimento del 2001 la popolazione di Uttar Krishnapur Part-I assommava a 5.129 persone, delle quali 2.648 maschi e 2.481 femmine. I bambini di età inferiore o uguale ai sei anni assommavano a 723, dei quali 382 maschi e 341 femmine. Infine, coloro che erano in grado di saper almeno leggere e scrivere erano 3.293, dei quali 1.837 maschi e 1.456 femmine.